# مارشال نی-کلس مانیتور
مارشال نی-کلس مانیتور (به انگلیسی: Marshal Ney-class monitor) یک کلاس از کشتی است که طول آن ۳۵۵ فوت (۱۰۸ متر) می‌باشد.